# Geococcyx
Geococcyx es un género de aves cuculiformes de la familia Cuculidae propias de América Central y América del Norte, y conocidas vulgarmente como correcaminos o chureas.

## Especies
El género Geococcyx incluye dos especies:
- Geococcyx californianus
- Geococcyx velox

## En la cultura popular
El correcaminos es la base para el personaje “El Correcaminos” en los cortometrajes de dibujos animados sobre El Coyote y el Correcaminos de Chuck Jones para Warner Bros. 